# Rawa (Irak)
 (novembre 2017).
Si vous disposez d'ouvrages ou d'articles de référence ou si vous connaissez des sites web de qualité traitant du thème abordé ici, merci de compléter l'article en donnant les références utiles à sa vérifiabilité et en les liant à la section « Notes et références ».
Pour les articles homonymes, voir Rawa.
Rawa (ou Rawah, en arabe : Rāwa, راوة) est une ville d'Irak située sur l'Euphrate, situé à 20 kilomètres d'Anah au niveau de la province Al-Anbar.

## Histoire

### Seconde guerre civile irakienne
Elle est occupée par l'État islamique de 2014 à 2017 durant la seconde guerre civile irakienne.
En novembre 2017, il s'agit de la dernière ville d'importance à être encore tenue par la faction armée djihadiste en Irak. Dans le cadre de la bataille d'al-Qaïm, les forces armées irakiennes lancent une opération militaire dans le but de la reconquérir à partir du 11 novembre. 
Le 17 novembre 2017, elles entrent dans la ville par le côté ouest et s'en emparent en totalité en quelques heures. L'État islamique perd alors la dernière ville qu'il contrôlait en Irak ; les derniers djihadistes se replient alors dans le désert d'al-Anbar, ratissé par l'armée irakienne et les milices sunnites,.

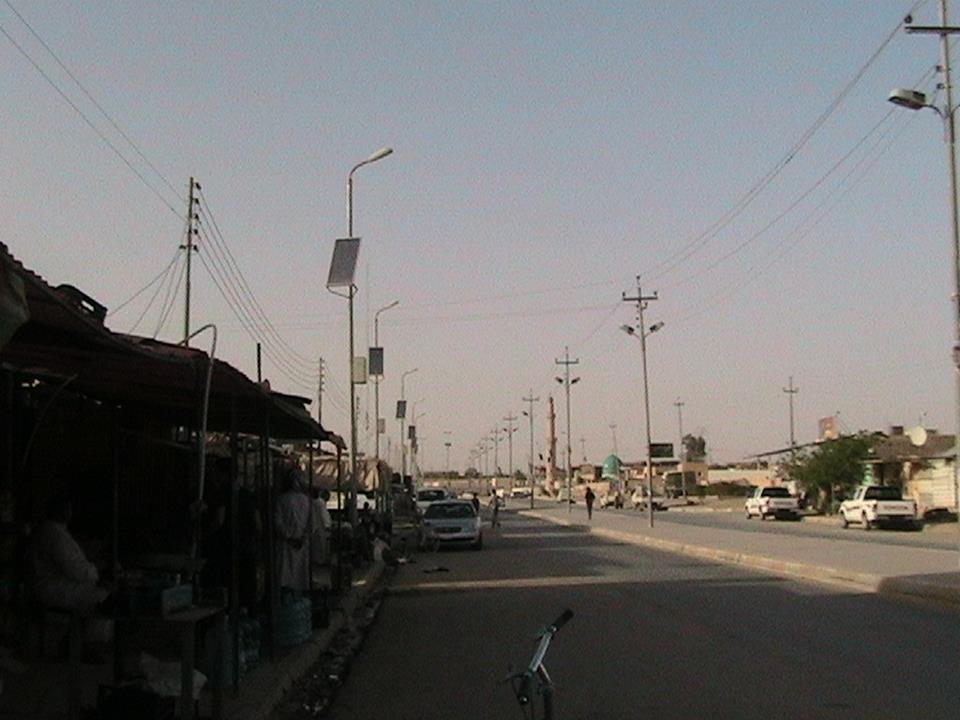
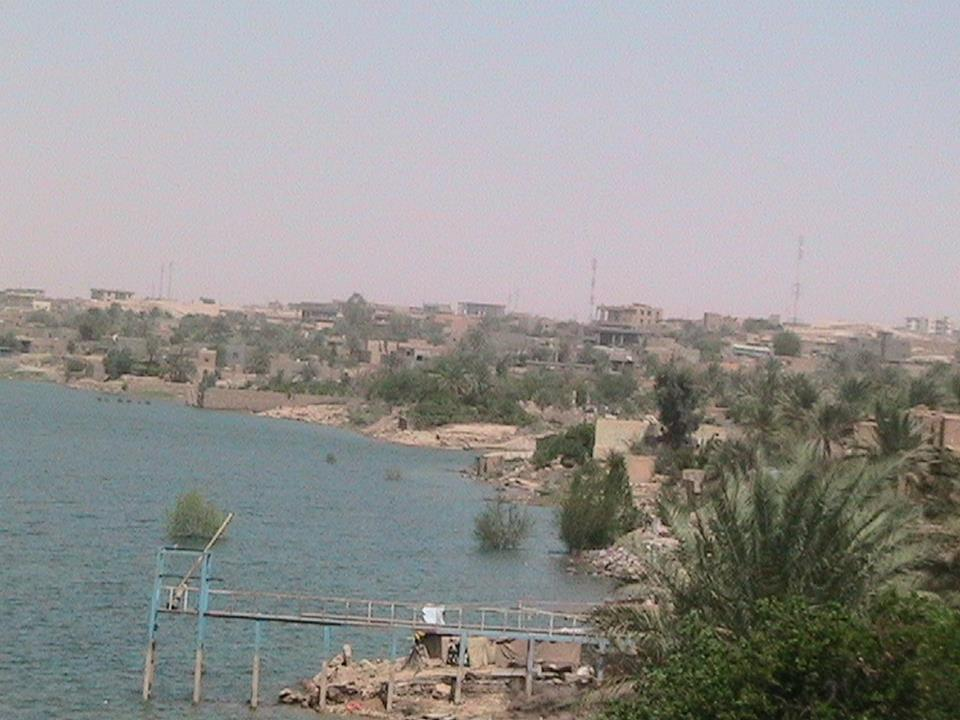